# Rambures
Rambures település Franciaországban, Somme megyében. Lakosainak száma 374 fő (2022. január 1.). Rambures Bouillancourt-en-Séry, Foucaucourt-Hors-Nesle, Framicourt, Nesle-l’Hôpital, Neslette, Ramburelles és Villeroy községekkel határos.

## Népesség
A település népessége az elmúlt években az alábbi módon változott:
| Lakosok száma | 373  | 355  | 356  | 343  | 341  | 340  | 352  | 363  | 374  |
|               | 2013 | 2015 | 2016 | 2017 | 2018 | 2019 | 2020 | 2021 | 2022 |